# NGC 2823
NGC 2823 је спирална галаксија у сазвежђу Рис која се налази на NGC листи објеката дубоког неба.
Деклинација објекта је + 34° 0' 30" а ректасцензија 9h 19m 17,4s. Привидна величина (магнитуда) објекта NGC 2823 износи 14,6 а фотографска магнитуда 15,5. NGC 2823 је још познат и под ознакама UGC 4935, MCG 6-21-8, CGCG 181-16, PGC 26340.